# Сланцевые скалы
Сланцевые скалы — геологический памятник природы местного значения в Саксаганском районе города Кривой Рог Днепропетровской области.

## История
Объявлен объектом природно-заповедного фонда решением исполнительного комитета Днепропетровского областного совета № 391 от 22 июня 1972 года.

## Характеристика
Скалы на правом берегу реки Саксагань между шахтами «Артём-1» и «Северная», наиболее живописный участок расположен между Покровским и Деконкой (посёлок шахты «Северная» и Екатериновка).